# Élections cantonales de 2004 en Ille-et-Vilaine
Les élections cantonales de 2004 en Ille-et-Vilaine ont eu lieu les 21 et 28 mars 2004.

## Contexte départemental
Comme lors des élections régionales de 2004, l'Union démocratique bretonne et Europe Écologie Les Verts proposent des candidatures communes dans l'ensemble du département. 

### Assemblée départementale sortante
Avant les élections, le conseil général d'Ille-et-Vilaine est présidé par Marie-Joseph Bissonnier (UMP). 
Il comprend 53 conseillers généraux issus des 53 cantons d'Ille-et-Vilaine, 27 d'entre eux sont renouvelables lors de ces élections.
| Parti                              | Sigle | Élus |
| ---------------------------------- | ----- | ---- |
| Majorité (28 sièges)               |       |      |
| Divers droite                      | DVD   | 12   |
| Union pour un mouvement populaire  | UMP   | 12   |
| Union pour la démocratie française | UDF   | 4    |
| Opposition (25 sièges)             |       |      |
| Parti socialiste                   | PS    | 21   |
| Parti radical de gauche            | PRG   | 3    |
| Divers gauche                      | DVG   | 1    |
| Président du conseil général       |       |      |
| Marie-Joseph Bissonnier (UMP)      |       |      |

## Résultats à l'échelle du département
| Partis politiques ou coalitions | Partis politiques ou coalitions    | Premier tour | Premier tour | Premier tour | Second tour | Second tour | Second tour | Total | Total |
| Partis politiques ou coalitions | Partis politiques ou coalitions    | Voix         | %            | Sièges       | Voix        | %           | Sièges      | Total | Total |
| ------------------------------- | ---------------------------------- | ------------ | ------------ | ------------ | ----------- | ----------- | ----------- | ----- | ----- |
|                                 | Parti socialiste                   | 63 203       | 32,73        | 2            | 72 657      | 46,75       | 12          | 14    |       |
|                                 | Divers gauche                      | 8 782        | 4,55         | 1            | 9 434       | 6,07        | 2           | 3     |       |
|                                 | Les Verts                          | 8 114        | 4,20         | 0            |             |             |             |       |       |
|                                 | Parti radical de gauche            | 5 753        | 2,98         | 0            | 2 414       | 1,55        | 1           | 1     |       |
|                                 | Parti communiste français          | 5 190        | 2,69         | 0            |             |             |             |       |       |
|                                 | Union démocratique bretonne        | 3 100        | 1,61         | 0            |             |             |             |       |       |
|                                 | Gauche parlementaire               | 94 142       | 48,75        | 3            | 84 505      | 54,37       | 15          | 18    |       |
|                                 |                                    |              |              |              |             |             |             |       |       |
|                                 | Union pour un mouvement populaire  | 38 767       | 20,07        | 0            | 44 282      | 28,49       | 1           | 1     |       |
|                                 | Divers droite                      | 27 760       | 14,37        | 2            | 18 406      | 11,84       | 3           | 5     |       |
|                                 | Union pour la démocratie française | 10 805       | 5,59         | 2            | 8 204       | 5,28        | 1           | 3     |       |
|                                 | Génération écologie                | 1 633        | 0,85         | 0            | 30          | 0,02        | 0           | 0     |       |
|                                 | Droite parlementaire               | 78 965       | 40,89        | 4            | 70 922      | 45,63       | 5           | 9     |       |
|                                 |                                    |              |              |              |             |             |             |       |       |
|                                 | Front national                     | 11 759       | 6,09         |              |             |             |             |       |       |
|                                 |                                    |              |              |              |             |             |             |       |       |
|                                 | Extrême-gauche                     | 8 265        | 4,28         |              |             |             |             |       |       |
|                                 |                                    |              |              |              |             |             |             |       |       |
| Inscrits                        | Inscrits                           | 307 719      | 100,00       |              | 240 353     | 100,00      |             |       |       |
| Abstentions                     | Abstentions                        | 106 859      | 34,73        |              | 79 006      | 32,87       |             |       |       |
| Votants                         | Votants                            | 200 860      | 65,27        |              | 161 347     | 67,13       |             |       |       |
| Blancs et nuls                  | Blancs et nuls                     | 7 729        | 3,85         |              | 5 920       | 3,67        |             |       |       |
| Exprimés                        | Exprimés                           | 193 131      | 96,33        |              | 155 427     | 96,15       |             |       |       |

### Résultats en nombre de sièges
| Parti | Sièges mis en jeu | Élus | Évolution |
| ----- | ----------------- | ---- | --------- |
| PS    | 11                | 14   | +3        |
| DVG   | 2                 | 3    | +1        |
| DVD   | 4                 | 5    | +1        |
| UDF   | 3                 | 3    | =         |
| UMP   | 7                 | 2    | -5        |

### Assemblée départementale à l'issue des élections
| Groupes                                   | Partis  | Élus      |
| ----------------------------------------- | ------- | --------- |
| Majorité 29 sièges                        |         |           |
| Socialistes et démocrates de progrès      | PS+DVG  | 25 (21+4) |
| Radical, social, démocrate et républicain | PRG     | 4         |
| Opposition 24 sièges                      |         |           |
| Union de la Droite et du Centre           | UMP+DVD | 20 (8+12) |
| Union pour la démocratie française        | UDF     | 4         |
| Président du conseil général              |         |           |
| Jean-Louis Tourenne (PS)                  |         |           |

## Résultats par canton

### Canton de Bain-de-Bretagne
| Candidats      | Candidats              | Étiquette      | Premier tour | Premier tour | Second tour | Second tour |
| Candidats      | Candidats              | Étiquette      | Voix         | %            | Voix        | %           |
| -------------- | ---------------------- | -------------- | ------------ | ------------ | ----------- | ----------- |
|                | Jean-Claude Vigour*    | UMP            | 2 930        | 40,01        | 3 885       | 50,81       |
|                | Jean-Yves Leclerc      | PS             | 1 842        | 25,15        | 3 761       | 49,19       |
|                | Philippe Goarnisson    | Verts          | 830          | 11,33        |             |             |
|                | Claude Jouault         | FN             | 689          | 9,41         |             |             |
|                | Christian Lechevallier | DVD            | 530          | 7,24         |             |             |
|                | Danielle Stenger       | LO             | 297          | 4,06         |             |             |
|                | Alfred Brule           | PCF            | 206          | 2,81         |             |             |
|                |                        |                |              |              |             |             |
| Inscrits       | Inscrits               | Inscrits       | 12 551       | 100,00       | 12 551      | 100,00      |
| Abstention     | Abstention             | Abstention     | 4 888        | 38,95        | 4 576       | 36,46       |
| Votants        | Votants                | Votants        | 7 663        | 61,05        | 7 975       | 63,54       |
| Blancs et nuls | Blancs et nuls         | Blancs et nuls | 339          | 4,42         | 329         | 4,13        |
| Exprimés       | Exprimés               | Exprimés       | 7 324        | 95,58        | 7 646       | 95,87       |

### Canton de Bécherel
| Candidats      | Candidats           | Étiquette      | Premier tour | Premier tour |
| Candidats      | Candidats           | Étiquette      | Voix         | %            |
| -------------- | ------------------- | -------------- | ------------ | ------------ |
|                | Marie-Hélène Dauce* | UDF            | 2 370        | 50,83        |
|                | Jean-Yves Bazin     | PS             | 1 613        | 34,59        |
|                | Cyrille Gnovanona   | FN             | 207          | 4,44         |
|                | Pierrick Deshayes   | DVD            | 162          | 3,47         |
|                | Catherine Deshayes  | LO             | 155          | 3,32         |
|                | Jean-Paul Tual      | PT             | 86           | 1,84         |
|                | Monique Chanel      | PCF            | 70           | 1,50         |
|                |                     |                |              |              |
| Inscrits       | Inscrits            | Inscrits       | 6 612        | 100,00       |
| Abstention     | Abstention          | Abstention     | 1 773        | 26,81        |
| Votants        | Votants             | Votants        | 4 839        | 73,19        |
| Blancs et nuls | Blancs et nuls      | Blancs et nuls | 176          | 3,64         |
| Exprimés       | Exprimés            | Exprimés       | 4 663        | 96,36        |

### Canton de Bruz
| Candidats      | Candidats           | Étiquette      | Premier tour | Premier tour | Second tour | Second tour |
| Candidats      | Candidats           | Étiquette      | Voix         | %            | Voix        | %           |
| -------------- | ------------------- | -------------- | ------------ | ------------ | ----------- | ----------- |
|                | Philippe Bonnin     | PS             | 7 150        | 41,45        | 11 100      | 61,54       |
|                | Maryvonne Gainche*  | UMP            | 5 727        | 33,20        | 6 937       | 38,46       |
|                | Yves Salmon         | Verts          | 2 219        | 12,86        |             |             |
|                | Thérèse Germain     | FN             | 1 086        | 6,30         |             |             |
|                | Gilles Lucas        | LO             | 682          | 3,95         |             |             |
|                | Gilles Le Guevellou | PCF            | 385          | 2,23         |             |             |
|                |                     |                |              |              |             |             |
| Inscrits       | Inscrits            | Inscrits       | 27 125       | 100,00       | 27 127      | 100,00      |
| Abstention     | Abstention          | Abstention     | 9 280        | 34,21        | 8 403       | 30,98       |
| Votants        | Votants             | Votants        | 17 845       | 65,79        | 18 724      | 69,02       |
| Blancs et nuls | Blancs et nuls      | Blancs et nuls | 596          | 3,34         | 687         | 3,67        |
| Exprimés       | Exprimés            | Exprimés       | 17 249       | 96,66        | 18 037      | 96,33       |

*sortant

### Canton de Cancale
| Candidats      | Candidats          | Étiquette      | Premier tour | Premier tour | Second tour | Second tour |
| Candidats      | Candidats          | Étiquette      | Voix         | %            | Voix        | %           |
| -------------- | ------------------ | -------------- | ------------ | ------------ | ----------- | ----------- |
|                | Jean Mainguené     | UMP            | 2 332        | 32,23        | 3 582       | 47,34       |
|                | Maurice Jannin*    | DVG            | 2 231        | 30,84        | 3 985       | 52,66       |
|                | Frédéric Derrien   | UMP (diss.)    | 1 267        | 17,51        | Retrait     | Retrait     |
|                | Patrick Le Guillou | FN             | 532          | 7,35         |             |             |
|                | Nicole Logeais     | UDB            | 400          | 5,53         |             |             |
|                | Édouard Descottes  | LO             | 196          | 2,71         |             |             |
|                | Alain Bardou       | PCF            | 147          | 2,03         |             |             |
|                | Jacques Jensen     | PT             | 74           | 1,02         |             |             |
|                | Gérard Jamain      | DVD            | 56           | 0,77         |             |             |
|                |                    |                |              |              |             |             |
| Inscrits       | Inscrits           | Inscrits       | 11 707       | 100,00       | 11 705      | 100,00      |
| Abstention     | Abstention         | Abstention     | 4 144        | 35,40        | 3 727       | 31,84       |
| Votants        | Votants            | Votants        | 7 563        | 64,60        | 7 978       | 68,16       |
| Blancs et nuls | Blancs et nuls     | Blancs et nuls | 328          | 4,34         | 411         | 5,15        |
| Exprimés       | Exprimés           | Exprimés       | 7 235        | 95,66        | 7 567       | 94,85       |

### Canton de Cesson-Sévigné
| Candidats      | Candidats             | Étiquette      | Premier tour | Premier tour | Second tour | Second tour |
| Candidats      | Candidats             | Étiquette      | Voix         | %            | Voix        | %           |
| -------------- | --------------------- | -------------- | ------------ | ------------ | ----------- | ----------- |
|                | Guy Jouhier*          | PS             | 4 888        | 46,21        | 6 278       | 58,88       |
|                | Paul Kuntz            | DVD            | 2 641        | 24,97        | 4 385       | 41,12       |
|                | Jacques Daguzan       | DVD            | 1 724        | 16,30        | Retrait     | Retrait     |
|                | Jean-François Monnier | UDB            | 510          | 4,82         |             |             |
|                | Nidia Vanmarque       | FN             | 334          | 3,16         |             |             |
|                | Françoise Hamard      | LO             | 271          | 2,56         |             |             |
|                | Jean-Marc Leriche     | PCF            | 210          | 1,99         |             |             |
|                |                       |                |              |              |             |             |
| Inscrits       | Inscrits              | Inscrits       | 15 863       | 100,00       | 15 864      | 100,00      |
| Abstention     | Abstention            | Abstention     | 5 024        | 31,67        | 4 857       | 30,62       |
| Votants        | Votants               | Votants        | 10 839       | 68,33        | 11 007      | 69,38       |
| Blancs et nuls | Blancs et nuls        | Blancs et nuls | 261          | 2,41         | 344         | 3,13        |
| Exprimés       | Exprimés              | Exprimés       | 10 578       | 97,59        | 10 663      | 96,87       |

### Canton de Châteaubourg
| Candidats      | Candidats           | Étiquette      | Premier tour | Premier tour |
| Candidats      | Candidats           | Étiquette      | Voix         | %            |
| -------------- | ------------------- | -------------- | ------------ | ------------ |
|                | Michel Pigeon*      | UDF            | 2 619        | 51,40        |
|                | Jean-Pierre Gueguen | PS             | 1 463        | 28,71        |
|                | Catherine Lebreton  | FN             | 353          | 6,93         |
|                | Jean Le Duff        | PCF            | 349          | 6,85         |
|                | Benoît Guillet      | LO             | 311          | 6,10         |
|                |                     |                |              |              |
| Inscrits       | Inscrits            | Inscrits       | 8 289        | 100,00       |
| Abstention     | Abstention          | Abstention     | 2 903        | 35,02        |
| Votants        | Votants             | Votants        | 5 386        | 64,98        |
| Blancs et nuls | Blancs et nuls      | Blancs et nuls | 291          | 5,40         |
| Exprimés       | Exprimés            | Exprimés       | 5 095        | 94,60        |

### Canton de Combourg
| Candidats      | Candidats             | Étiquette      | Premier tour | Premier tour | Second tour | Second tour |
| Candidats      | Candidats             | Étiquette      | Voix         | %            | Voix        | %           |
| -------------- | --------------------- | -------------- | ------------ | ------------ | ----------- | ----------- |
|                | Joël Le Besco         | UMP            | 2 666        | 42,20        | 3 317       | 48,87       |
|                | Marie-Thérèse Sauvée* | PS             | 2 329        | 36,86        | 3 471       | 51,13       |
|                | Maryse Sohier         | PRG            | 666          | 10,54        |             |             |
|                | Désiré Yvon           | FN             | 343          | 5,43         |             |             |
|                | Marie-France Chesnel  | LO             | 193          | 3,05         |             |             |
|                | Yannick Nadesan       | PCF            | 121          | 1,92         |             |             |
|                |                       |                |              |              |             |             |
| Inscrits       | Inscrits              | Inscrits       | 9 384        | 100,00       | 9 384       | 100,00      |
| Abstention     | Abstention            | Abstention     | 2 846        | 30,33        | 2 376       | 25,32       |
| Votants        | Votants               | Votants        | 6 538        | 69,67        | 7 008       | 74,68       |
| Blancs et nuls | Blancs et nuls        | Blancs et nuls | 220          | 3,36         | 220         | 3,14        |
| Exprimés       | Exprimés              | Exprimés       | 6 318        | 96,64        | 6 788       | 96,86       |

### Canton de Fougères-Sud
| Candidats      | Candidats           | Étiquette      | Premier tour | Premier tour | Second tour | Second tour |
| Candidats      | Candidats           | Étiquette      | Voix         | %            | Voix        | %           |
| -------------- | ------------------- | -------------- | ------------ | ------------ | ----------- | ----------- |
|                | Thierry Benoit      | UDF            | 2 165        | 25,82        | 4 577       | 53,89       |
|                | Jacky Lemoigne      | DVG            | 1 876        | 22,37        | 3 916       | 46,11       |
|                | Nicole Thanguy      | UMP            | 1 763        | 21,02        | Retrait     | Retrait     |
|                | Philippe Coirre     | DVD            | 606          | 7,23         |             |             |
|                | Jean-Marc Veiller   | Verts          | 509          | 6,07         |             |             |
|                | Rémy Allain         | DVD            | 482          | 5,75         |             |             |
|                | Didier Chenu        | FN             | 419          | 5,00         |             |             |
|                | Moussa Ammi         | EXG            | 270          | 3,22         |             |             |
|                | Jean-Luc Chevreteau | PCF            | 219          | 2,61         |             |             |
|                | Jacques Dehergne    | SE             | 77           | 0,92         |             |             |
|                |                     |                |              |              |             |             |
| Inscrits       | Inscrits            | Inscrits       | 13 653       | 100,00       | 13 654      | 100,00      |
| Abstention     | Abstention          | Abstention     | 4 895        | 35,85        | 4 743       | 34,74       |
| Votants        | Votants             | Votants        | 8 758        | 64,15        | 8 911       | 65,26       |
| Blancs et nuls | Blancs et nuls      | Blancs et nuls | 372          | 4,25         | 418         | 4,69        |
| Exprimés       | Exprimés            | Exprimés       | 8 386        | 95,75        | 8 493       | 95,31       |

### Canton de Grand-Fougeray
| Candidats      | Candidats               | Étiquette      | Premier tour | Premier tour |
| Candidats      | Candidats               | Étiquette      | Voix         | %            |
| -------------- | ----------------------- | -------------- | ------------ | ------------ |
|                | Joseph Tripon*          | DVD            | 1 371        | 63,83        |
|                | Marie-Thérèse Gerard    | PS             | 437          | 20,34        |
|                | Gilles Gnovanona        | FN             | 171          | 7,96         |
|                | Jean-François Lagardere | LO             | 92           | 4,28         |
|                | Aymeric Seassau         | PCF            | 77           | 3,58         |
|                |                         |                |              |              |
| Inscrits       | Inscrits                | Inscrits       | 3 340        | 100,00       |
| Abstention     | Abstention              | Abstention     | 1 067        | 31,95        |
| Votants        | Votants                 | Votants        | 2 273        | 68,05        |
| Blancs et nuls | Blancs et nuls          | Blancs et nuls | 125          | 5,50         |
| Exprimés       | Exprimés                | Exprimés       | 2 148        | 94,50        |

### Canton de Hédé
| Candidats      | Candidats            | Étiquette      | Premier tour | Premier tour |
| Candidats      | Candidats            | Étiquette      | Voix         | %            |
| -------------- | -------------------- | -------------- | ------------ | ------------ |
|                | Jean-Louis Tourenne* | PS             | 3 280        | 54,23        |
|                | Jean Le Gall         | UMP            | 1 869        | 30,90        |
|                | Dominique Boullier   | Verts          | 392          | 6,48         |
|                | Christian Barbier    | FN             | 238          | 3,94         |
|                | Annick Coateval      | LO             | 113          | 1,87         |
|                | Sophie Mahé          | EXG            | 89           | 1,47         |
|                | Andrée Abrial        | PCF            | 67           | 1,11         |
|                |                      |                |              |              |
| Inscrits       | Inscrits             | Inscrits       | 8 596        | 100,00       |
| Abstention     | Abstention           | Abstention     | 2 365        | 27,51        |
| Votants        | Votants              | Votants        | 6 231        | 72,49        |
| Blancs et nuls | Blancs et nuls       | Blancs et nuls | 183          | 2,94         |
| Exprimés       | Exprimés             | Exprimés       | 6 048        | 97,06        |

### Canton de Liffré
| Candidats      | Candidats         | Étiquette      | Premier tour | Premier tour | Second tour | Second tour |
| Candidats      | Candidats         | Étiquette      | Voix         | %            | Voix        | %           |
| -------------- | ----------------- | -------------- | ------------ | ------------ | ----------- | ----------- |
|                | Clément Théaudin* | PS             | 5 205        | 47,73        | 6 967       | 62,98       |
|                | Alain Cazenave    | UMP            | 3 048        | 27,95        | 4 096       | 37,02       |
|                | Jean Morvan       | ECO            | 1 215        | 11,14        |             |             |
|                | Joël Boudier      | FN             | 560          | 5,14         |             |             |
|                | Florence Defrance | LO             | 479          | 4,39         |             |             |
|                | Alain Péchon      | PCF            | 397          | 3,64         |             |             |
|                |                   |                |              |              |             |             |
| Inscrits       | Inscrits          | Inscrits       | 16 429       | 100,00       | 16 429      | 100,00      |
| Abstention     | Abstention        | Abstention     | 5 061        | 30,81        | 4 817       | 29,32       |
| Votants        | Votants           | Votants        | 11 368       | 69,19        | 11 612      | 70,68       |
| Blancs et nuls | Blancs et nuls    | Blancs et nuls | 464          | 4,08         | 549         | 4,73        |
| Exprimés       | Exprimés          | Exprimés       | 10 904       | 95,92        | 11 063      | 95,27       |

### Canton de Louvigné-du-Désert
| Candidats      | Candidats             | Étiquette      | Premier tour | Premier tour | Second tour | Second tour |
| Candidats      | Candidats             | Étiquette      | Voix         | %            | Voix        | %           |
| -------------- | --------------------- | -------------- | ------------ | ------------ | ----------- | ----------- |
|                | Marie-Francoise Jacq* | UMP            | 1 980        | 45,56        | 2 207       | 47,16       |
|                | Frédéric Bureau       | DVD            | 1 508        | 34,70        | 2 473       | 52,84       |
|                | Monique Guesdon       | SE             | 368          | 8,47         |             |             |
|                | Guy Le Meur           | FN             | 232          | 5,34         |             |             |
|                | Fabrice Bedelet       | PCF            | 139          | 3,20         |             |             |
|                | Dominique Guillard    | LO             | 119          | 2,74         |             |             |
|                |                       |                |              |              |             |             |
| Inscrits       | Inscrits              | Inscrits       | 6 733        | 100,00       | 6 735       | 100,00      |
| Abstention     | Abstention            | Abstention     | 2 202        | 32,70        | 1 896       | 28,15       |
| Votants        | Votants               | Votants        | 4 531        | 67,30        | 4 839       | 71,85       |
| Blancs et nuls | Blancs et nuls        | Blancs et nuls | 185          | 4,08         | 159         | 3,29        |
| Exprimés       | Exprimés              | Exprimés       | 4 346        | 95,92        | 4 680       | 96,71       |

*sortant

### Canton de Pipriac
| Candidats      | Candidats                | Étiquette      | Premier tour | Premier tour | Second tour | Second tour |
| Candidats      | Candidats                | Étiquette      | Voix         | %            | Voix        | %           |
| -------------- | ------------------------ | -------------- | ------------ | ------------ | ----------- | ----------- |
|                | Alain Francois Lesacher* | DVD            | 2 698        | 48,08        | 3 188       | 55,53       |
|                | Jean-Claude Chotard      | PS             | 1 411        | 25,14        | 2 553       | 44,47       |
|                | Patricia Beaudelot       | FN             | 607          | 10,82        |             |             |
|                | Jean Mauvoisin           | Verts          | 493          | 8,78         |             |             |
|                | Éliane Gaudin            | LO             | 277          | 4,94         |             |             |
|                | Jean-Yves Daniel         | PCF            | 126          | 2,25         |             |             |
|                |                          |                |              |              |             |             |
| Inscrits       | Inscrits                 | Inscrits       | 9 277        | 100,00       | 9 275       | 100,00      |
| Abstention     | Abstention               | Abstention     | 3 412        | 36,78        | 3 295       | 35,53       |
| Votants        | Votants                  | Votants        | 5 865        | 63,22        | 5 980       | 64,47       |
| Blancs et nuls | Blancs et nuls           | Blancs et nuls | 253          | 4,31         | 239         | 4,00        |
| Exprimés       | Exprimés                 | Exprimés       | 5 612        | 95,69        | 5 741       | 96,00       |

### Canton de Pleine-Fougères
| Candidats      | Candidats            | Étiquette      | Premier tour | Premier tour | Second tour | Second tour |
| Candidats      | Candidats            | Étiquette      | Voix         | %            | Voix        | %           |
| -------------- | -------------------- | -------------- | ------------ | ------------ | ----------- | ----------- |
|                | Christian Couet*     | PRG            | 1 576        | 37,63        | 2 414       | 55,69       |
|                | Louis Thébault       | DVD            | 1 452        | 34,67        | 1 921       | 44,31       |
|                | Jean-Louis Helleux   | PS             | 690          | 16,48        | Retrait     | Retrait     |
|                | Gilbert Briand       | FN             | 304          | 7,26         |             |             |
|                | Jeanne Toupet        | LO             | 89           | 2,13         |             |             |
|                | Robert Sanquer       | PCF            | 50           | 1,19         |             |             |
|                | Jean-Michel Groisier | EXG            | 27           | 0,64         |             |             |
|                |                      |                |              |              |             |             |
| Inscrits       | Inscrits             | Inscrits       | 6 025        | 100,00       | 6 025       | 100,00      |
| Abstention     | Abstention           | Abstention     | 1 667        | 27,67        | 1 529       | 25,38       |
| Votants        | Votants              | Votants        | 4 358        | 72,33        | 4 496       | 74,62       |
| Blancs et nuls | Blancs et nuls       | Blancs et nuls | 170          | 3,90         | 161         | 3,58        |
| Exprimés       | Exprimés             | Exprimés       | 4 188        | 96,10        | 4 335       | 96,42       |

### Canton de Plélan-le-Grand
| Candidats      | Candidats                | Étiquette      | Premier tour | Premier tour | Second tour | Second tour |
| Candidats      | Candidats                | Étiquette      | Voix         | %            | Voix        | %           |
| -------------- | ------------------------ | -------------- | ------------ | ------------ | ----------- | ----------- |
|                | Marie-Joseph Bissonnier* | UMP            | 3 182        | 46,04        | 3 458       | 48,80       |
|                | Rozenn Geffroy           | PS             | 2 128        | 30,79        | 3 628       | 51,20       |
|                | Jeanne Larue             | PRG            | 590          | 8,54         |             |             |
|                | Serge Picoreau           | FN             | 527          | 7,63         |             |             |
|                | Tony Porteboeuf          | LO             | 296          | 4,28         |             |             |
|                | Jean-François Thebault   | PCF            | 188          | 2,72         |             |             |
|                |                          |                |              |              |             |             |
| Inscrits       | Inscrits                 | Inscrits       | 10 439       | 100,00       | 10 440      | 100,00      |
| Abstention     | Abstention               | Abstention     | 3 237        | 31,01        | 3 117       | 29,86       |
| Votants        | Votants                  | Votants        | 7 202        | 68,99        | 7 323       | 70,14       |
| Blancs et nuls | Blancs et nuls           | Blancs et nuls | 291          | 4,04         | 237         | 3,24        |
| Exprimés       | Exprimés                 | Exprimés       | 6 911        | 95,96        | 7 086       | 96,76       |

*sortant

### Canton de Rennes-Centre
| Candidats      | Candidats            | Étiquette      | Premier tour | Premier tour | Second tour | Second tour |
| Candidats      | Candidats            | Étiquette      | Voix         | %            | Voix        | %           |
| -------------- | -------------------- | -------------- | ------------ | ------------ | ----------- | ----------- |
|                | Didier Le Bougeant   | PS             | 1 949        | 32,38        | 3 385       | 52,34       |
|                | Benoît Caron         | UMP            | 1 435        | 23,84        | 3 082       | 47,66       |
|                | Grégoire Le Blond    | UDF            | 982          | 16,32        |             |             |
|                | Nicole Kiil-Nielsen  | Verts          | 707          | 11,75        |             |             |
|                | Jean-Marie Lebraud   | FN             | 255          | 4,24         |             |             |
|                | Honore Puil          | PRG            | 222          | 3,69         |             |             |
|                | Maurice De Quenetain | DVD            | 147          | 2,44         |             |             |
|                | Alain Coquart        | PCF            | 142          | 2,36         |             |             |
|                | Jeannick Corbes      | LO             | 126          | 2,09         |             |             |
|                | Gérard Chauvel       | SE             | 54           | 0,90         |             |             |
|                |                      |                |              |              |             |             |
| Inscrits       | Inscrits             | Inscrits       | 10 198       | 100,00       | 10 195      | 100,00      |
| Abstention     | Abstention           | Abstention     | 4 064        | 39,85        | 3 588       | 35,19       |
| Votants        | Votants              | Votants        | 6 134        | 60,15        | 6 607       | 64,81       |
| Blancs et nuls | Blancs et nuls       | Blancs et nuls | 115          | 1,87         | 140         | 2,12        |
| Exprimés       | Exprimés             | Exprimés       | 6 019        | 98,13        | 6 467       | 97,88       |

### Canton de Rennes-Centre-Ouest
| Candidats      | Candidats             | Étiquette      | Premier tour | Premier tour | Second tour | Second tour |
| Candidats      | Candidats             | Étiquette      | Voix         | %            | Voix        | %           |
| -------------- | --------------------- | -------------- | ------------ | ------------ | ----------- | ----------- |
|                | Marcel Rogemont*      | PS             | 3 177        | 45,27        | 4 488       | 62,13       |
|                | Antoine Cressard      | UMP            | 2 113        | 30,11        | 2 735       | 37,87       |
|                | Michel Genin          | UDB            | 493          | 7,02         |             |             |
|                | Sylvain Dajoux        | DVG            | 434          | 6,18         |             |             |
|                | Claude Deniel         | FN             | 362          | 5,16         |             |             |
|                | Jean-Pierre Gaudin    | LO             | 210          | 2,99         |             |             |
|                | Éric Berroche         | PCF            | 193          | 2,75         |             |             |
|                | Antoine Depadou Josoa | SE             | 36           | 0,51         |             |             |
|                |                       |                |              |              |             |             |
| Inscrits       | Inscrits              | Inscrits       | 11 506       | 100,00       | 11 506      | 100,00      |
| Abstention     | Abstention            | Abstention     | 4 328        | 37,62        | 4 059       | 35,28       |
| Votants        | Votants               | Votants        | 7 178        | 62,38        | 7 447       | 64,72       |
| Blancs et nuls | Blancs et nuls        | Blancs et nuls | 160          | 2,23         | 224         | 3,01        |
| Exprimés       | Exprimés              | Exprimés       | 7 018        | 97,77        | 7 223       | 96,99       |

### Canton de Rennes-Est
| Candidats      | Candidats                   | Étiquette      | Premier tour | Premier tour | Second tour | Second tour |
| Candidats      | Candidats                   | Étiquette      | Voix         | %            | Voix        | %           |
| -------------- | --------------------------- | -------------- | ------------ | ------------ | ----------- | ----------- |
|                | Clotilde Tascon Mennetrier* | PS             | 2 296        | 43,57        | 3 563       | 64,62       |
|                | Anne-Marie Tirel            | UDF            | 1 593        | 30,23        | 1 951       | 35,38       |
|                | Virginie Bonamy             | Verts          | 568          | 10,78        |             |             |
|                | Robert Bellay               | FN             | 230          | 4,36         |             |             |
|                | Serge Defrance              | LO             | 199          | 3,78         |             |             |
|                | Marie-Carmen Auffret        | DVG            | 163          | 3,09         |             |             |
|                | Maud Jan                    | PCF            | 162          | 3,07         |             |             |
|                | Laurent Pirou               | REG            | 59           | 1,12         |             |             |
|                |                             |                |              |              |             |             |
| Inscrits       | Inscrits                    | Inscrits       | 8 881        | 100,00       | 8 881       | 100,00      |
| Abstention     | Abstention                  | Abstention     | 3 477        | 39,15        | 3 203       | 36,07       |
| Votants        | Votants                     | Votants        | 5 404        | 60,85        | 5 678       | 63,93       |
| Blancs et nuls | Blancs et nuls              | Blancs et nuls | 134          | 2,48         | 164         | 2,89        |
| Exprimés       | Exprimés                    | Exprimés       | 5 270        | 97,52        | 5 514       | 97,11       |

### Canton de Rennes-le-Blosne
| Candidats      | Candidats            | Étiquette      | Premier tour | Premier tour | Second tour | Second tour |
| Candidats      | Candidats            | Étiquette      | Voix         | %            | Voix        | %           |
| -------------- | -------------------- | -------------- | ------------ | ------------ | ----------- | ----------- |
|                | Jean Normand*        | PS             | 3 047        | 49,12        | 4 783       | 74,05       |
|                | Jérôme Normandiere   | UDF            | 1 076        | 17,35        | 1 676       | 25,95       |
|                | Didier Chapellon     | Verts          | 564          | 9,09         |             |             |
|                | Brigitte Neveux      | FN             | 518          | 8,35         |             |             |
|                | Raymond Madec        | LO             | 320          | 5,16         |             |             |
|                | Alban Le Feuvre      | DVG            | 294          | 4,74         |             |             |
|                | Carol Le Trionnaire  | PCF            | 264          | 4,26         |             |             |
|                | Catherine Le Guennec | EXG            | 73           | 1,18         |             |             |
|                | Jean-François Daniel | SE             | 47           | 0,76         |             |             |
|                |                      |                |              |              |             |             |
| Inscrits       | Inscrits             | Inscrits       | 11 276       | 100,00       | 11 275      | 100,00      |
| Abstention     | Abstention           | Abstention     | 4 892        | 43,38        | 4 583       | 40,65       |
| Votants        | Votants              | Votants        | 6 384        | 56,62        | 6 692       | 59,35       |
| Blancs et nuls | Blancs et nuls       | Blancs et nuls | 181          | 2,84         | 233         | 3,48        |
| Exprimés       | Exprimés             | Exprimés       | 6 203        | 97,16        | 6 459       | 96,52       |

### Canton de Rennes-Sud-Est
| Candidats      | Candidats             | Étiquette      | Premier tour | Premier tour |
| Candidats      | Candidats             | Étiquette      | Voix         | %            |
| -------------- | --------------------- | -------------- | ------------ | ------------ |
|                | Mireille Massot*      | PS             | 7 295        | 51,92        |
|                | Mohamed Ait Ighil     | DVD            | 2 378        | 16,93        |
|                | Éliane Leclercq       | UDB            | 1 301        | 9,26         |
|                | Éric Deliere          | FN             | 868          | 6,18         |
|                | Liliana Pelerin-Mejia | PRG            | 740          | 5,27         |
|                | Josette Grimaud       | LO             | 665          | 4,73         |
|                | Nicole Gargam         | PCF            | 466          | 3,32         |
|                | Gérard Guillemot      | PB             | 337          | 2,40         |
|                |                       |                |              |              |
| Inscrits       | Inscrits              | Inscrits       | 22 781       | 100,00       |
| Abstention     | Abstention            | Abstention     | 8 137        | 35,72        |
| Votants        | Votants               | Votants        | 14 644       | 64,28        |
| Blancs et nuls | Blancs et nuls        | Blancs et nuls | 594          | 4,06         |
| Exprimés       | Exprimés              | Exprimés       | 14 050       | 95,94        |

### Canton de Rennes-Nord
| Candidats      | Candidats                    | Étiquette      | Premier tour | Premier tour | Second tour | Second tour |
| Candidats      | Candidats                    | Étiquette      | Voix         | %            | Voix        | %           |
| -------------- | ---------------------------- | -------------- | ------------ | ------------ | ----------- | ----------- |
|                | Martial Gabillard*           | PS             | 3 402        | 47,89        | 4 976       | 66,34       |
|                | Luc Ergand                   | DVD            | 1 965        | 27,66        | 2 525       | 33,66       |
|                | Gérard Perrot                | Verts          | 869          | 12,23        |             |             |
|                | Yves Le Clerc De La Herverie | FN             | 324          | 4,56         |             |             |
|                | Yves Juin                    | EXG            | 236          | 3,32         |             |             |
|                | Florian Lhotellier           | PCF            | 201          | 2,83         |             |             |
|                | Philippe Renard              | EXG            | 107          | 1,51         |             |             |
|                |                              |                |              |              |             |             |
| Inscrits       | Inscrits                     | Inscrits       | 12 076       | 100,00       | 12 076      | 100,00      |
| Abstention     | Abstention                   | Abstention     | 4 813        | 39,86        | 4 399       | 36,43       |
| Votants        | Votants                      | Votants        | 7 263        | 60,14        | 7 677       | 63,57       |
| Blancs et nuls | Blancs et nuls               | Blancs et nuls | 159          | 2,19         | 176         | 2,29        |
| Exprimés       | Exprimés                     | Exprimés       | 7 104        | 97,81        | 7 501       | 97,71       |

### Canton de Retiers
| Candidats      | Candidats             | Étiquette      | Premier tour | Premier tour | Second tour | Second tour |
| Candidats      | Candidats             | Étiquette      | Voix         | %            | Voix        | %           |
| -------------- | --------------------- | -------------- | ------------ | ------------ | ----------- | ----------- |
|                | Jean-Claude Blouin    | DVD            | 2 680        | 49,68        | 2 856       | 52,01       |
|                | Gabriel Brunet        | DVD            | 954          | 17,68        | 1 058       | 19,27       |
|                | Jean-Claude Roger     | PS             | 939          | 17,41        | 1 577       | 28,72       |
|                | Yves-Marie Girot      | FN             | 277          | 5,13         |             |             |
|                | Bernard Mescam        | PCF            | 193          | 3,58         |             |             |
|                | Yves Colnot           | EXG            | 188          | 3,48         |             |             |
|                | Marie-Paule Catheline | LO             | 164          | 3,04         |             |             |
|                |                       |                |              |              |             |             |
| Inscrits       | Inscrits              | Inscrits       | 8 897        | 100,00       | 8 897       | 100,00      |
| Abstention     | Abstention            | Abstention     | 3 219        | 36,18        | 3 237       | 36,38       |
| Votants        | Votants               | Votants        | 5 678        | 63,82        | 5 660       | 63,62       |
| Blancs et nuls | Blancs et nuls        | Blancs et nuls | 283          | 4,98         | 169         | 2,99        |
| Exprimés       | Exprimés              | Exprimés       | 5 395        | 95,02        | 5 491       | 97,01       |

### Canton de Saint-Aubin-d'Aubigné
| Candidats      | Candidats       | Étiquette      | Premier tour | Premier tour | Second tour | Second tour |
| Candidats      | Candidats       | Étiquette      | Voix         | %            | Voix        | %           |
| -------------- | --------------- | -------------- | ------------ | ------------ | ----------- | ----------- |
|                | Jean-Yves Praud | PS             | 3 571        | 35,66        | 6 340       | 60,38       |
|                | Pascale Picard  | UMP            | 3 118        | 31,14        | 4 160       | 39,62       |
|                | Patrick Vasseur | PRG            | 1 725        | 17,23        | Retrait     | Retrait     |
|                | André Poulain   | FN             | 750          | 7,49         |             |             |
|                | Yannick Poulain | PCF            | 288          | 2,88         |             |             |
|                | Ismael Assef    | LO             | 283          | 2,83         |             |             |
|                | Yves Desnos     | EXG            | 279          | 2,79         |             |             |
|                |                 |                |              |              |             |             |
| Inscrits       | Inscrits        | Inscrits       | 16 062       | 100,00       | 16 063      | 100,00      |
| Abstention     | Abstention      | Abstention     | 5 510        | 34,30        | 5 136       | 31,97       |
| Votants        | Votants         | Votants        | 10 552       | 65,70        | 10 927      | 68,03       |
| Blancs et nuls | Blancs et nuls  | Blancs et nuls | 538          | 5,10         | 427         | 3,91        |
| Exprimés       | Exprimés        | Exprimés       | 10 014       | 94,90        | 10 500      | 96,09       |

### Canton de Saint-Brice-en-Coglès
| Candidats      | Candidats          | Étiquette      | Premier tour | Premier tour |
| Candidats      | Candidats          | Étiquette      | Voix         | %            |
| -------------- | ------------------ | -------------- | ------------ | ------------ |
|                | Louis Dubreil*     | DVG            | 2 895        | 50,59        |
|                | Catherine Villerbu | DVD            | 1 108        | 19,36        |
|                | Manuel Roussel     | DVD            | 1 079        | 18,85        |
|                | Guy Nobilet        | FN             | 245          | 4,28         |
|                | Daniel Barbot      | PCF            | 178          | 3,11         |
|                | Alain Lyonnard     | LO             | 145          | 2,53         |
|                | Philippe Lepeltier | SE             | 73           | 1,28         |
|                |                    |                |              |              |
| Inscrits       | Inscrits           | Inscrits       | 8 207        | 100,00       |
| Abstention     | Abstention         | Abstention     | 2 203        | 26,84        |
| Votants        | Votants            | Votants        | 6 004        | 73,16        |
| Blancs et nuls | Blancs et nuls     | Blancs et nuls | 281          | 4,68         |
| Exprimés       | Exprimés           | Exprimés       | 5 723        | 95,32        |

### Canton de Saint-Malo-Sud
| Candidats      | Candidats             | Étiquette      | Premier tour | Premier tour | Second tour | Second tour |
| Candidats      | Candidats             | Étiquette      | Voix         | %            | Voix        | %           |
| -------------- | --------------------- | -------------- | ------------ | ------------ | ----------- | ----------- |
|                | Gilles Lurton         | UMP            | 4 373        | 40,65        | 5 599       | 49,17       |
|                | Jacky Le Menn *       | PS             | 3 566        | 33,15        | 5 787       | 50,83       |
|                | Yannick Le Brelot     | Verts          | 963          | 8,95         |             |             |
|                | Monique Beaujean      | FN             | 746          | 6,93         |             |             |
|                | Pierre Chapa          | EXG            | 447          | 4,16         |             |             |
|                | Bernard Gaillard      | PRG            | 234          | 2,18         |             |             |
|                | Patrick Floriat       | EXG            | 216          | 2,01         |             |             |
|                | Jean-Charles Le Sager | PCF            | 213          | 1,98         |             |             |
|                |                       |                |              |              |             |             |
| Inscrits       | Inscrits              | Inscrits       | 18 391       | 100,00       | 18 387      | 100,00      |
| Abstention     | Abstention            | Abstention     | 7 155        | 38,90        | 6 492       | 35,31       |
| Votants        | Votants               | Votants        | 11 236       | 61,10        | 11 895      | 64,69       |
| Blancs et nuls | Blancs et nuls        | Blancs et nuls | 478          | 4,25         | 509         | 4,28        |
| Exprimés       | Exprimés              | Exprimés       | 10 758       | 95,75        | 11 386      | 95,72       |

### Canton du Sel-de-Bretagne
| Candidats      | Candidats                | Étiquette      | Premier tour | Premier tour | Second tour | Second tour |
| Candidats      | Candidats                | Étiquette      | Voix         | %            | Voix        | %           |
| -------------- | ------------------------ | -------------- | ------------ | ------------ | ----------- | ----------- |
|                | Annie Moutel*            | UMP            | 964          | 35,92        | 1 224       | 43,92       |
|                | Gilbert Ménard           | DVG            | 889          | 33,12        | 1 533       | 55,01       |
|                | Loïc Le Feuvre           | ECO            | 418          | 15,57        | 30          | 1,08        |
|                | Pierre Guichard          | DVD            | 153          | 5,70         |             |             |
|                | Jessie Gnovanona         | FN             | 144          | 5,37         |             |             |
|                | Claude Baudrand          | LO             | 78           | 2,91         |             |             |
|                | Julian Menéndez Gonzalez | EXG            | 23           | 0,86         |             |             |
|                | Annick Faccini           | PCF            | 15           | 0,56         |             |             |
|                |                          |                |              |              |             |             |
| Inscrits       | Inscrits                 | Inscrits       | 3 884        | 100,00       | 3 884       | 100,00      |
| Abstention     | Abstention               | Abstention     | 1 076        | 27,70        | 973         | 25,05       |
| Votants        | Votants                  | Votants        | 2 808        | 72,30        | 2 911       | 74,95       |
| Blancs et nuls | Blancs et nuls           | Blancs et nuls | 124          | 4,42         | 124         | 4,26        |
| Exprimés       | Exprimés                 | Exprimés       | 2 684        | 95,58        | 2 787       | 95,74       |

*sortant

### Canton de Vitré-Ouest
|                | Auguste Fauvel*        | DVD            | 3 411 | 57,93  |  |  |
|                | Annie Simone Le Poezat | PS             | 1 525 | 25,90  |  |  |
|                | Dominique Papin        | FN             | 438   | 7,44   |  |  |
|                | André Catheline        | LO             | 390   | 6,62   |  |  |
|                | Philippe Randal        | PCF            | 124   | 2,11   |  |  |
|                |                        |                |       |        |  |  |
| Inscrits       | Inscrits               | Inscrits       | 9 537 | 100,00 |  |  |
| Abstention     | Abstention             | Abstention     | 3 221 | 33,77  |  |  |
| Votants        | Votants                | Votants        | 6 316 | 66,23  |  |  |
| Blancs et nuls | Blancs et nuls         | Blancs et nuls | 428   | 6,78   |  |  |
| Exprimés       | Exprimés               | Exprimés       | 5 888 | 93,22  |  |  |